# 11月18日
11月18日（じゅういちがつじゅうはちにち）は、グレゴリオ暦で年始から322日目（閏年では323日目）にあたり、年末まであと43日ある。

## できごと
- 794年（延暦13年10月22日） - 桓武天皇が長岡京から平安京へ遷都。
- 1307年 - 伝承によると、ウィリアム・テルが自分の息子の頭上に乗せられたリンゴを射抜く。
- 1723年 - エカテリンブルクが公式に建設される。
- 1727年 - イラン北西部のタブリーズで大地震発生。死者約7万人。
- 1803年 - ハイチ革命: ヴェルティエールの戦い。ジャン＝ジャック・デサリーヌ指揮のアフリカ人（黒人）奴隷反乱軍がフランス軍（ナポレオン・ボナパルト軍）に勝利。サン＝ドマング（現在のハイチ共和国）独立が決定的になる。
- 1901年 - 官営八幡製鉄所が操業開始。
- 1903年 - パナマ運河条約がアメリカ合衆国とパナマ共和国との間で締結され、パナマ運河のアメリカ管理とパナマ運河地帯の永久租借地化が決定。
- 1905年 - デンマークのカール王子が、スウェーデンとの同君連合を解消して独立したノルウェーの国王に即位し、ホーコン7世に改名。
- 1911年 - 羽田運動場にて、日本初のオリンピック予選会が行われる。11月19日まで。
- 1916年 - 第一次世界大戦: ソンムの戦いが終結。
- 1918年 - ラトビアが旧ロシア帝国からの独立を宣言。
- 1928年 - アニメキャラクターミッキーマウス、ミニーマウスのデビュー作となる映画『蒸気船ウィリー』が公開。
- 1930年 - 牧口常三郎と戸田城聖が、創価学会の母体である創価教育学会を設立[1]。
- 1936年 - スペイン内戦: ドイツとイタリアがスペインのフランコ政権を承認。
- 1939年 - 日本音楽著作権協会（JASRAC）の前身・大日本音楽著作権協会が創立。
- 1941年 - 第二次世界大戦:北アフリカ戦線・クルセイダー作戦開始。
- 1941年 - 愛知県豊橋市内で竜巻が発生。死者12人、重傷者10人、軽傷者30人[2]。
- 1950年 - 国鉄京都駅舎が全焼。
- 1951年 - 参議院が対日講和条約・日米安保条約を承認。
- 1956年 - ニキータ・フルシチョフが、ポーランド大使館で西側外交団に対し「好むと好まざるとに関わらず、歴史は我々に味方する！貴様らにいずれクージカのお袋さんを見せてやる！（＝"あんたらを葬ってやる！"We will bury you!）」と発言。
- 1962年 - 京浜運河の沖合でタンカー『第一宗像丸』とノルウェー船が衝突、炎上。41人が死亡[3]。
- 1974年 - フォード米大統領が来日。現職大統領の来日は初めて。
- 1978年 - ガイアナ・ジョーンズタウンで、新宗教「人民寺院」の教祖ジム・ジョーンズとその信者が集団自殺。914人が死亡。
- 1979年 - 世界初の国際陸連公認女子マラソン大会となる第1回東京国際女子マラソンが開催。
- 1987年 - 日本航空株式会社法が廃止され、日本航空が完全民営化。
- 1988年 - 元愛知県知事仲谷義明が自殺（ソウルオリンピックを見届け名古屋オリンピック招致失敗の責をとったとする説があるが真相はいまなお不明）。
- 1991年 - クロアチア紛争: ヴコヴァルの戦い（英語版）が終結。
- 1998年 - 京急空港線羽田空港駅（現：羽田空港第1・第2ターミナル駅）開業により、同駅 - 都営地下鉄浅草線 - 京成本線成田空港駅間に日本初の2空港間連絡列車「エアポート快特」と「エアポート特急（現在廃止）」が運転を開始する。
- 2001年 - 任天堂が北米でニンテンドー ゲームキューブを発売。
- 2001年 - JR東日本がSuicaのサービス・販売を開始。
- 2004年 - 元千葉ロッテマリーンズ投手強盗殺人事件: 千葉ロッテマリーンズの元投手・小川博が自らの勤務先の会社員の女性を殺害し、現金数十万円を強奪[4]。
- 2008年 - 元厚生事務次官宅連続襲撃事件: 山口剛彦元厚生事務次官夫妻が自宅で刺殺されたのが発見され、吉原健二元厚生事務次官の妻も自宅で襲撃され重傷を負う[5]。
- 2011年 - 東京証券取引所と大阪証券取引所の統合が合意[6]。
- 2024年 - G20リオデジャネイロ・サミット開幕。

## 誕生日

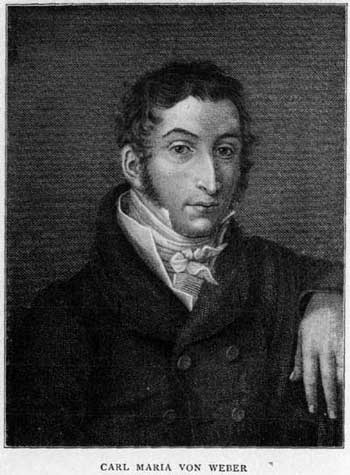
ドイツの作曲家、カール・マリア・フォン・ウェーバー(1786-1826)誕生

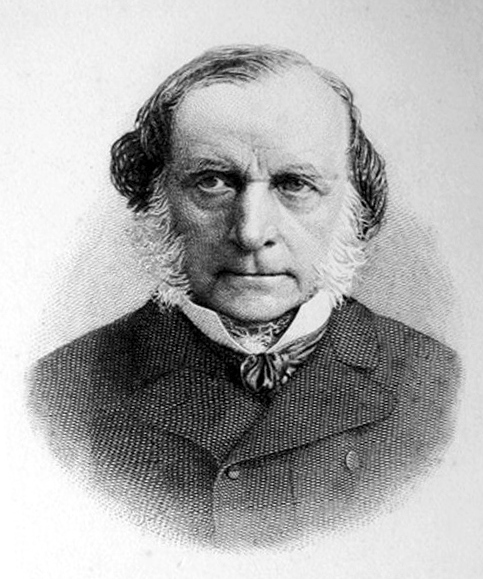
ドイツの政治学者、ローレンツ・フォン・シュタイン(1815-1890)誕生。伊藤博文にドイツ式の立憲体制を薦めた人物として知られる

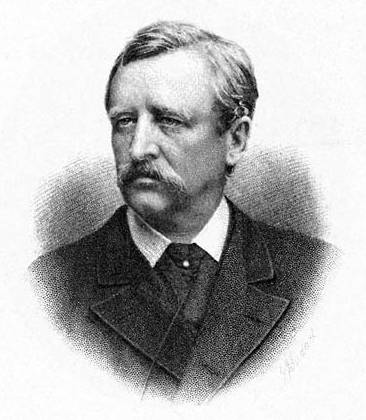
フィンランド出身の探検家、アドルフ・エリク・ノルデンショルド(1832-1901)誕生。北極海航路を開拓し、北欧から日本に到達

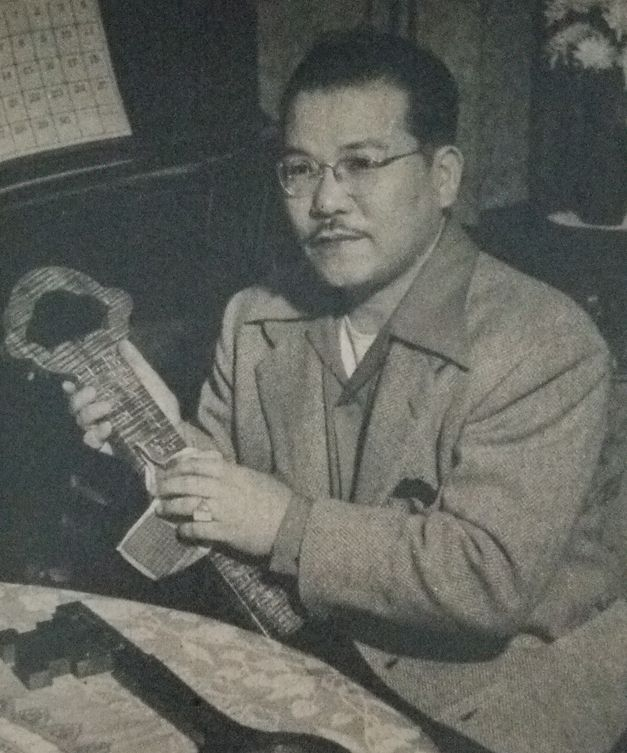
作曲家、古賀政男(1904-1978)誕生

- 709年（和銅2年10月13日） - 光仁天皇、第49代天皇（+ 782年）
- 1522年 - ラモラール・ファン・エフモント、軍人、政治家 (+ 1568年)
- 1630年 - エレオノーラ・マグダレナ・ゴンザーガ、神聖ローマ皇帝フェルディナント3世の3度目の皇后(+ 1686年)
- 1647年 - ピエール・ベール、哲学者、思想家 (+ 1706年)
- 1693年 （元禄6年10月21日） - 岩城隆彰、初代水口藩主（+ 1724年）
- 1723年 （享保8年10月21日） - 加藤明経、第2代水口藩主（+ 1746年）
- 1727年 - フィリベール・コメルソン、植物学者、博物学者（+ 1773年）
- 1736年 - カール・フリードリヒ・クリスティアン・ファッシュ、作曲家、ハープシコード奏者（+ 1800年）
- 1772年 - ルイ・フェルディナント・フォン・プロイセン、軍人（+ 1806年）
- 1773年（安永2年10月5日） - 徳川家斉、江戸幕府第11代征夷大将軍（+ 1841年）
- 1774年 - ヴィルヘルミーネ・フォン・プロイセン、プロイセン王国の王族（+ 1837年）
- 1780年 (安永9年10月22日 - 丹羽長祥、第11代二本松藩主（+ 1813年)
- 1785年 （天明5年10月17日） - 前田利之、第9代大聖寺藩主（+ 1837年）
- 1785年 - デイヴィッド・ウィルキー、画家（+ 1841年）
- 1786年 - カール・マリア・フォン・ウェーバー、作曲家（+ 1826年）
- 1786年 - ヘンリー・ローリー・ビショップ、作曲家（+ 1855年）
- 1787年 - ルイ・ジャック・マンデ・ダゲール、画家、写真家、写真の発明者（+ 1851年）
- 1804年 - アルフォンソ・フェレロ・ラ・マルモラ、イタリア統一運動時代の政治家、軍人、愛国者（+ 1878年）
- 1810年 - エイサ・グレイ、植物学者（+ 1888年）
- 1815年 - ローレンツ・フォン・シュタイン、政治学者（+ 1890年）
- 1828年 - ジョン・クレスウェル、第26代アメリカ合衆国郵政長官（+ 1891年）
- 1832年 - アドルフ・エリク・ノルデンショルド、鉱山学者、探検家（+ 1901年）
- 1836年 - ウィリアム・S・ギルバート、劇作家、リブレット作者、詩人、イラストレーター（+ 1911年）
- 1839年 - アウグスト・クント、物理学者（+ 1894年）
- 1847年 - エリシュカ・クラースノホルスカー、作家（+ 1926年）
- 1855年 （安政2年10月9日） - 南部利恭、第15代盛岡藩主、伯爵（+ 1903年）
- 1856年 - ニコライ・ニコラエヴィチ、ロシアの皇族、ロシア大公（+ 1929年）
- 1860年 - イグナツィ・パデレフスキ、ピアニスト、作曲家、政治家、外交官（+ 1941年）
- 1863年 （文久3年10月8日） - 岩城隆彰、第13代亀田藩主（+ 1879年）
- 1876年 - ヴィクトル・エメリ、レーシングドライバー（+ 1950年）
- 1880年 - 大河内輝耕、貴族院議員（+ 1955年）
- 1882年 - パーシー・ウインダム・ルイス、画家（+ 1957年）
- 1882年 - ジャック・マリタン、哲学者 (+ 1973年)
- 1882年 - アメリータ・ガリ＝クルチ、コロラトゥーラ・ソプラノ (+ 1963年)
- 1882年 - カール・ヴィンソン、政治家（+ 1981年）
- 1888年 - フランシス・マリオン、映画脚本家 (+ 1973年)
- 1889年 - スタニスラフ・コシオール、革命家、政治家(+ 1939年)
- 1897年 - 中川善之助、法学者（+ 1975年）
- 1897年 - パトリック・ブラケット、実験物理学者（+ 1974年）
- 1898年 - 近衛秀麿、指揮者（+ 1973年）
- 1899年 - ユージン・オーマンディ、指揮者（+ 1985年）
- 1901年 - ジョージ・ギャラップ、ギャラップ調査（Gallup poll）の創始者（+ 1984年）
- 1902年 - 錦城山勇吉、元大相撲力士（+ 1987年）
- 1904年 - 古賀政男、作曲家（+ 1978年）
- 1906年 - サイト・ファーイク、作家（+ 1954年）
- 1906年 - アレック・イシゴニス、自動車技術者（+ 1988年）
- 1906年 - クラウス・マン、作家（+ 1949年）
- 1906年 - ジョージ・ワルド、科学者（+ 1997年）
- 1907年 - コンパイ・セグンド、歌手、ギタリスト、作曲家（+ 2003年）
- 1909年 - ジョニー・マーサー、作詞家、作曲家、歌手（+ 1976年）
- 1914年 - 羽黒山政司、大相撲第36代横綱、年寄5代立浪（+ 1969年）
- 1921年 - 楠宏、地球物理学者、地理学者（+ 2021年）
- 1922年 - ルイス・ソモサ・デバイレ、政治家（+ 1967年）
- 1922年 - マージョリー・ゲストリング、元飛込競技選手（+ 1992年）
- 1923年 - アラン・シェパード、宇宙飛行士（+ 1998年）
- 1923年 - テッド・スティーヴンス、政治家（+ 2010年）
- 1926年 - 古賀梶夫、実業家、建築技術者、元国土総合建設社長
- 1928年 - シーラ・ジョーダン、歌手、音楽家（+ 2025年）
- 1929年 - 川久保潔、声優（+ 2019年）
- 1932年 - 登川誠仁、琉球民謡歌手（+ 2013年）
- 1933年 - シャーロット・モーマン、チェリスト、パフォーマンスアーティスト（+ 1991年）
- 1936年 - ドン・チェリー、ジャズ・トランペット、コルネット奏者（+ 1995年）
- 1939年 - マーガレット・アトウッド、小説家
- 1939年 - ジョン・オキーフ、神経生理学者
- 1939年 - ブレンダ・ヴァッカロ、女優
- 1940年 - カーブース・ビン＝サイード、オマーン国王
- 1941年 - ゲイリー・ベッテンハウゼン、レーシングドライバー（+ 2014年）
- 1941年 - デヴィッド・ヘミングス、（+ 2003年）
- 1942年 - スーザン・サリヴァン、女優
- 1943年 - 出﨑統、アニメーション監督（+ 2011年）
- 1944年 - 漆原良夫、政治家
- 1945年 - マヒンダ・ラージャパクサ、政治家
- 1946年 - 森本太郎、ミュージシャン、ギタリスト（元ザ・タイガース）
- 1946年 - アラン・ディーン・フォスター、SF作家、ファンタジー作家
- 1947年 - 森進一、歌手
- 1948年 - 笠井潔、小説家、評論家
- 1948年 - 金剛正裕、元大相撲力士、年寄10代二所ノ関（+ 2014年）
- 1948年 - アナ・メンディエタ、美術家（+ 1985年）
- 1948年 - ジャック・テイタム、元アメリカンフットボール選手（+ 2010年）
- 1949年 - 斉木しげる、俳優、タレント
- 1950年 - 川尻善昭、サンドアーティスト
- 1950年 - フェレンク・カーコ、アニメーション監督
- 1950年 - グレアム・パーカー、ロック歌手、作曲家
- 1950年 - ルディ・サーゾ、ベーシスト、アニメーター
- 1951年 - ハインリヒ・シフ、チェリスト、指揮者
- 1952年 - ダン・ブリッグス、元プロ野球選手
- 1952年 - デルロイ・リンドー、俳優
- 1952年 - ジョン・パー、歌手
- 1953年 - アラン・ムーア、漫画原作者
- 1953年 - ケヴィン・ニーロン、コメディアン、俳優
- 1954年 - 森繁和、元プロ野球選手、監督
- 1955年 - 仲野元子、女優
- 1956年 - 松苗あけみ、漫画家
- 1956年 - ウォーレン・ムーン、元アメリカンフットボール選手
- 1957年 - 城みちる、歌手
- 1959年 - とがしやすたか、漫画家
- 1960年 - エリザベス・パーキンス、女優
- 1960年 - キム・ワイルド、歌手
- 1961年 - 津田直士、作曲家、音楽プロデューサー
- 1961年 - スティーヴン・モファット、脚本家、テレビプロデューサー
- 1961年 - ティム・ギニー、俳優
- 1961年 - ジェイミー・モイヤー、元プロ野球選手
- 1962年 - カーク・ハメット、ギタリスト（メタリカ）
- 1963年 - ダンテ・ビシェット、元プロ野球選手
- 1963年 - ピーター・シュマイケル、元サッカー選手
- 1963年 - 音重鎮、元プロ野球選手
- 1963年 - レン・バイアス、バスケットボール選手（+ 1986年）
- 1964年 - 堀江徹、実業家
- 1965年 - スティーヴン・アスムッセン、元騎手、調教師
- 1966年 - ロブ・マットソン、元プロ野球選手
- 1967年 - トム・ゴードン、元プロ野球選手
- 1967年 - 小城ノ花昭和、元大相撲力士、年寄11代出羽海
- 1967年 - 原田和彦、元プロ野球選手
- 1968年 - オーウェン・ウィルソン、俳優
- 1968年 - ダレル・ウィットモア、元プロ野球選手
- 1968年 - ゲーリー・シェフィールド、元プロ野球選手
- 1969年 - やす、お笑い芸人（ずん）
- 1969年 - サム・キャセール、元バスケットボール選手
- 1969年 - 木村浩一郎、プロレスラー、総合格闘家（+ 2014年）
- 1970年 - 角田晃一、元騎手、調教師
- 1970年 - 川北和典、元プロ野球選手
- 1970年 - 西村ちなみ、声優
- 1970年 - 百瀬武昭、漫画家
- 1970年 - 吉田幸、アナウンサー
- 1970年 - ヨハン・リーヴァ、ミュージシャン
- 1970年 - 渡辺満里奈、タレント
- 1970年 - マイク・エップス、俳優
- 1970年 - メーガン・ケリー、ニュースキャスター、政治コメンテーター
- 1971年 - テレーズ・コフィー、政治家
- 1973年 - 江田由紀浩、俳優
- 1973年 - 上田佳範、元プロ野球選手
- 1974年 - 飯田祐史、騎手
- 1974年 - 小栗かずまた、漫画家
- 1974年 - にしおかすみこ、お笑いタレント
- 1974年 - クロエ・セヴィニー、女優、ファッションデザイナー、元ファッションモデル
- 1974年 - ペター・ソルベルグ、ラリードライバー
- 1975年 - デビッド・オルティーズ、元プロ野球選手
- 1975年 - アール・アグノリー、元プロ野球選手
- 1975年 - 東尾理子、ゴルファー
- 1975年 - ショーン・キャンプ、元プロ野球選手
- 1975年 - パスター・トロイ、ラッパー
- 1975年 - ジェイソン・ウィリアムス、元バスケットボール選手
- 1975年 - 太陽ケア、元プロレスラー
- 1976年 - シャグラット、ミュージシャン
- 1976年 - 本間朋晃、プロレスラー
- 1976年 - スティーヴン・パスクァール、俳優
- 1977年 - ファボラス、ラッパー
- 1978年 - アンドリス・ネルソンス、指揮者
- 1979年 - ネイト・パーカー、俳優
- 1980年 - 岡田准一、俳優、歌手（元V6、Coming Century）
- 1980年 - 辻香織、シンガーソングライター、歌手
- 1980年 - フランソワ・デュバル、ラリードライバー
- 1980年 - エマニュエル・サンデュ、フィギュアスケート選手
- 1980年 - C.J.ウィルソン、元プロ野球選手
- 1980年 - 茅原実里、声優
- 1980年 - ルーク・チャドウィック、元プロサッカー選手
- 1980年 - デニー・ハムリン、ストックカーレーシングドライバー
- 1981年 - ティエリー・デュソトワール、元ラグビー選手
- 1981年 - 曾少宗、俳優
- 1981年 - 山田千鶴、タレント、グラビアアイドル
- 1981年 - メキア・コックス、ダンサー、女優
- 1981年 - ナシム・ペドラド、女優、コメディアン
- 1981年 - クリスティナ・ヴィダル、女優
- 1982年 - 渡辺明乃、声優
- 1982年 - 田中良平、元プロ野球選手
- 1982年 - 駿河一、元プロレスラー
- 1982年 - ブレント・リーチ、元プロ野球選手
- 1982年 - デイモン・ウェイアンズ・Jr、俳優、コメディアン
- 1983年 - マイケル・ドーソン、サッカー選手
- 1983年 - 小川エリカ、元タレント
- 1983年 - 雪野小春、元ストリッパー、元AV女優
- 1983年 - 桂咲之輔、落語家
- 1983年 - トラビス・バック、元プロ野球選手
- 1983年 - ヨン・レック・ヨハンセン、プログラマ
- 1984年 - 千葉涼平、歌手（w-inds.）
- 1984年 - 中原貴之、元サッカー選手
- 1984年 - ラファエル、ファッションモデル
- 1984年 - GENKING、タレント
- 1984年 - エナル・ヤーガー、元サッカー選手
- 1985年 - 伊藤幸司、お笑いタレント（ランジャタイ）
- 1985年 - 斉藤慶太、俳優
- 1985年 - 斉藤祥太、俳優
- 1985年 - 三宅宏実、重量挙げ選手
- 1985年 - アリソン・フェリックス、陸上競技選手
- 1985年 - 南まりか、タレント
- 1985年 - 川村優希、医師、タレント
- 1986年 - 河本啓佑、声優
- 1986年 - 椎名ゆな、元AV女優
- 1987年 - ジェイク・アベル、俳優
- 1987年 - 吉藤オリィ、ロボットコミュニケーター
- 1987年 - きょん、お笑いタレント（コットン）
- 1987年 - アリソン・フェリックス、陸上競技選手
- 1988年 - 手塚大、バレーボール選手
- 1988年 - HiDEX、歌手（ベリーグッドマン）
- 1988年 - マリー・ジョゼ・タ・ルー、陸上競技選手
- 1989年 - 本田理紗子、歌手、女優
- 1989年 - 荒木ありさ、AV女優
- 1989年 - マーク・オルブライトン、サッカー選手
- 1990年 - 金羅英、フィギュアスケート選手
- 1990年 - 鬼頭真由美、元バスケットボール選手
- 1990年 - 白幡いちほ、タレント、元お笑いタレント
- 1991年 - 新井美穂、ファッションモデル
- 1991年 - 遠藤健太、騎手
- 1991年 - ジェイムソン・タイヨン、プロ野球選手
- 1991年 - 曲尾マイケ、元プロ野球選手
- 1992年 - ネイサン・クレス、俳優
- 1992年 - 杉本健勇、サッカー選手
- 1992年 - 大津綾香、政治活動家、元タレント
- 1992年 - スティーヴン・スクリプスキ、サッカー選手
- 1992年 - ジョー・トゥーニー、プロアメリカンフットボール選手
- 1993年 - 奥仲麻琴、女優、元アイドル（元PASSPO☆）
- 1993年 - 田口達也、ギタリスト、YouTuber、バンドマン（Non Stop Rabbit）
- 1994年 - 椎名ひかり、アイドル
- 1994年 - 堀菜保子、アナウンサー
- 1994年 - 守谷周徒、俳優
- 1994年 - ハン・ソヒ、モデル、女優
- 1994年 - 橋元晃志、陸上競技選手
- 1994年 - ダンカ・コビニッチ、プロテニス選手
- 1994年 - 内藤好美、女優
- 1996年 - 小川紗季、元歌手、元アイドル（元スマイレージ）
- 1996年 - 仙波以都、女優、タレント（元キャナァーリ倶楽部）
- 1997年 - 佐久間みなみ、アナウンサー
- 1997年 - 五条恋、AV女優、元グラビアアイドル
- 1997年 - ホープ・タラ、シンガーソングライター
- 1998年 - ブレンダン・ホワイト、プロ野球選手
- 2000年 - 根岸可蓮、アイドル（元たこやきレインボー）
- 2000年 - 梅村真央、サッカー選手
- 2007年 - サクヤ、アイドル（NCT）
- 生年不詳 - 小池いずみ、声優
- 生年不詳 - 原田ひとみ、声優

## 忌日
- 1886年 - チェスター・A・アーサー、第21代アメリカ合衆国大統領（* 1829年）
- 1889年 - 藤堂高潔、第12代津藩主（* 1837年）
- 1922年 - マルセル・プルースト、作家（* 1871年）
- 1928年 - マウリッツ・スティッレル、脚本家、映画監督（* 1883年）
- 1934年 - 藤浪鑑、医師、病理学者（* 1871年）
- 1941年 - ヴァルター・ネルンスト、化学者（* 1864年）
- 1943年 - 徳田秋声、小説家（* 1872年）
- 1944年 - 牧口常三郎、宗教者（創価教育学会創立者・創価学会初代会長）、地理学者、教育学者（* 1871年）
- 1944年 - 久保角太郎、宗教者（霊友会創立者）、仏教改革者（* 1892年）
- 1944年 - 高橋外喜雄、野球選手（* 1908年）
- 1952年 - ポール・エリュアール、詩人（* 1895年）
- 1958年 - 木村荘八、洋画家、随筆家（* 1893年）
- 1959年 - 豊田三郎、小説家（* 1907年）
- 1962年 - ニールス・ボーア、物理学者（* 1885年）
- 1965年 - ヘンリー・A・ウォーレス、第33代アメリカ合衆国副大統領（* 1888年）
- 1966年 - 河井寛次郎、陶芸家（* 1890年）
- 1969年 - ジョセフ・P・ケネディ、実業家、外交官（* 1888年）
- 1970年 - 細川護立、政治家、初代日本美術刀剣保存協会会長、第7代東洋文庫理事長（* 1883年）
- 1972年 - 上野十蔵、実業家、中外製薬創業者（* 1892年）
- 1973年 - アロイス・ハーバ、作曲家（* 1893年）
- 1973年 - 本庄栄治郎、経済学者（* 1888年）
- 1976年 - マン・レイ、写真家（* 1890年）
- 1976年 - 北條誠、小説家、劇作家（* 1918年）
- 1977年 - クルト・シュシュニック、オーストリア首相（* 1897年）
- 1978年 - レニー・トリスターノ、ジャズピアノ奏者（* 1919年）
- 1978年 - レオ・ライアン、政治家（* 1925年）
- 1981年 - 呉文炳、経済学者（* 1890年）
- 1981年 - 井上五郎、実業家、初代中部電力社長（* 1899年）
- 1986年 - ジア・キャランジ、ファッションモデル（* 1960年）
- 1987年 - 錦城山勇吉、大相撲力士（* 1902年）
- 1987年 - 宮脇紀雄、児童文学作家（* 1907年）
- 1987年 - ジョージ・リガ、劇作家、小説家（* 1932年）
- 1987年 - ジャック・アンクティル、自転車競技選手（* 1934年）
- 1988年 - 仲谷義明、元愛知県知事（* 1925年）
- 1988年 - 青空東児、漫才師（青空東児・西児）（* 1928年）
- 1991年 - グスターフ・フサーク、チェコスロヴァキアの指導者（* 1913年）
- 1993年 - 柳田誠二郎、実業家、初代日本航空（JAL）社長（* 1893年）
- 1993年 - 飯田慶三、実業家、元髙島屋会長（* 1900年）
- 1994年 - キャブ・キャロウェイ、ジャズ歌手 (* 1907年)
- 1996年 - 井上頼豊、チェリスト、音楽教育家（* 1912年）
- 1997年 - 小黒八七郎、医師、内科学者（* 1929年）
- 1998年 - 大村憲司、ギタリスト（* 1949年）
- 1999年 - ダグ・サーム、ミュージシャン、歌手（* 1941年）
- 2002年 - クラース・ボーン、ヴィオラ奏者（* 1915年）
- 2002年 - 則武保夫、経済学者、神戸大学名誉教授（* 1925年）
- 2002年 - ジェームズ・コバーン、俳優（* 1928年）
- 2004年 - 市川春代、女優（* 1913年）
- 2004年 - 新田昌玄、俳優（* 1934年）
- 2005年 - 渡辺公平、牧師、神学者、日本キリスト改革派教会共同創立者（* 1910年）
- 2005年 - ハロルド・ストーン、俳優（* 1913年）
- 2006年 - 李東元、政治家、元大韓民国外務部長官（* 1926年）
- 2006年 - 渡辺茂男、児童文学者、翻訳家（* 1928年）
- 2007年 - エリー・バインホルン、空軍飛行士（* 1907年）
- 2008年 - 秋谷豊、詩人（* 1922年）
- 2009年 - ジャンヌ＝クロード、芸術家（* 1935年）
- 2010年 - ブライアン・マースデン、天文学者、ハーバード・スミソニアン天体物理学センター名誉所長（* 1937年)
- 2010年 - 松澤浩明、ギタリスト（元MAKE-UP）（* 1960年）
- 2011年 - 倉田保雄、国際問題評論家、エッセイスト（* 1924年）
- 2011年 - ウォルト・ハザード、元バスケットボール選手、指導者、1964年東京五輪金メダリスト（* 1942年）
- 2012年 - 田中淡、建築史家、京都大学名誉教授（* 1946年）
- 2013年 - 石野邑一[7]、実業家、石野製作所創業者（* 1929年）
- 2013年 - 小関一、声優、俳優（* 1932年）
- 2014年 - 十三代坂高麗左衛門、陶芸家（* 1952年）
- 2014年 - 羽仁未央、メディアプロデューサー（* 1964年）
- 2015年 - 舘野万吉、実業家、元日本製鋼所社長 (* 1915年)
- 2015年 - 秋山虔、国文学者、東京大学名誉教授（* 1924年）
- 2015年 - 野沢協、フランス文学者（* 1930年）
- 2015年 - ジョナ・ロムー、ラグビー選手（* 1975年）
- 2015年 - アブデルハミド・アバウド、テロリスト、パリ同時多発テロ主犯格（* 1987年）
- 2017年 - 柳谷謙介、官僚、元外務事務次官（* 1924年）
- 2017年 - ベン・ライリー、ドラマー（* 1933年）
- 2017年 - 今田忠、市民活動家（* 1937年）
- 2017年 - アズディン・アライア、ファッションデザイナー、靴デザイナー（* 1935年）
- 2017年 - マルコム・ヤング、ギタリスト（* 1953年）
- 2017年 - ナイム・スレイマノグル、重量挙げ選手（* 1967年）
- 2018年 - 中尾栄一、政治家、第63代建設大臣、第54代通商産業大臣、第38代経済企画庁長官（* 1930年）
- 2018年 - 十川信介、日本近代文学研究者、学習院大学名誉教授（* 1936年）
- 2019年 - ブリジット・アダムス、フィギュアスケート選手（* 1928年）
- 2019年 - 白川勝彦、政治家、第49代自治大臣、第59代国家公安委員会委員長（* 1945年）
- 2019年 - 木内みどり、女優 （* 1950年）
- 2020年 - ウマル・アルテ・ガリブ、政治家、第6代ソマリア首相（* 1930年）
- 2020年 - 岡田裕介、実業家、映画プロデューサー、元東映社長、元ティ・ジョイ社長（* 1949年）
- 2020年 - カービー・モロウ、声優（* 1973年）
- 2022年 - ミヒャエル・ハンペ、俳優、演劇・オペラ演出家、劇場監督（* 1935年）
- 2022年 - ドウス昌代、ノンフィクション作家（* 1938年）
- 2023年 - 許文龍、実業家、奇美実業創業者（* 1928年）
- 2023年 - 三木卓、小説家、詩人、児童文学作家、翻訳家（* 1935年）
- 2023年 - デイヴィッド・デル・トレディチ、作曲家（* 1937年）
- 2023年 - ルート・ヘールス、プロサッカー選手（* 1948年）
- 2023年 - 井川瑠音、女優（* 1992年）
- 2024年 - 柏原満、音響効果技師（* 1933年）
- 2024年 - 堀絢子、声優（* 1935年）

## 記念日・年中行事
- 独立記念日（ ラトビア）
1918年のこの日、ラトビアがロシア帝国からの独立を宣言した。
- ナショナルデー（ オマーン）
- 土木の日（ 日本）
日本工学会の前身である工学会が1879年11月18日に設立されたことと、「土木」の「土」が十一 (11) に、「木」が十八 (18) にそれぞれ分解できることに由来。土木学会、日本土木工業協会などが建設省（現国土交通省）の支援で1987年に制定[8]。
- 音楽著作権の日（ 日本）
1939年、日本音楽著作権協会が設立された[9]。